# Grand Prix Formule 1 van Oostenrijk 2025
De Grand Prix Formule 1 van Oostenrijk 2025 werd verreden op 29 juni op de Red Bull Ring bij Spielberg. Het was de elfde race van het seizoen.

## Vrije trainingen

### Uitslagen
- Enkel de top vijf wordt weergegeven.

| Vrije training 1 | Pos. | Nr. | Coureur         | Constructeur               | Tijd     |
| ---------------- | ---- | --- | --------------- | -------------------------- | -------- |
| Vrije training 1 | 1    | 63  | George Russell  | Mercedes                   | 1:05.542 |
| Vrije training 1 | 2    | 1   | Max Verstappen  | Red Bull Racing-Honda RBPT | 1:05.607 |
| Vrije training 1 | 3    | 81  | Oscar Piastri   | McLaren-Mercedes           | 1:05.697 |
| Vrije training 1 | 4    | 89  | Alex Dunne      | McLaren-Mercedes           | 1:05.766 |
| Vrije training 1 | 5    | 10  | Pierre Gasly    | Alpine-Renault             | 1:05.780 |
| Vrije training 2 | Pos. | Nr. | Coureur         | Constructeur               | Tijd     |
| Vrije training 2 | 1    | 4   | Lando Norris    | McLaren-Mercedes           | 1:04.580 |
| Vrije training 2 | 2    | 81  | Oscar Piastri   | McLaren-Mercedes           | 1:04.737 |
| Vrije training 2 | 3    | 1   | Max Verstappen  | Red Bull Racing-Honda RBPT | 1:04.898 |
| Vrije training 2 | 4    | 18  | Lance Stroll    | Aston Martin-Mercedes      | 1:05.022 |
| Vrije training 2 | 5    | 16  | Charles Leclerc | Ferrari                    | 1:05.190 |
| Vrije training 3 | Pos. | Nr. | Coureur         | Constructeur               | Tijd     |
| Vrije training 3 | 1    | 4   | Lando Norris    | McLaren-Mercedes           | 1:04.324 |
| Vrije training 3 | 2    | 81  | Oscar Piastri   | McLaren-Mercedes           | 1:04.442 |
| Vrije training 3 | 3    | 1   | Max Verstappen  | Red Bull Racing-Honda RBPT | 1:04.534 |
| Vrije training 3 | 4    | 16  | Charles Leclerc | Ferrari                    | 1:04.574 |
| Vrije training 3 | 5    | 44  | Lewis Hamilton  | Ferrari                    | 1:04.790 |

Testcoureurs in vrije training 1:

 Alex Dunne (McLaren-Mercedes) reed in plaats van Lando Norris. Hij reed een tijd van 1:05.766 en werd daarmee vierde.

 Dino Beganovic (Ferrari) reed in plaats van Charles Leclerc. Hij reed een tijd van 1:06.369 en werd daarmee achttiende.

## Kwalificatie
Lando Norris behaalde de twaalfde pole position in zijn carrière.
| Pos.                   | Nr. | Coureur           | Constructeur               | Kwalificatietijden | Kwalificatietijden | Kwalificatietijden | Grid |
| Pos.                   | Nr. | Coureur           | Constructeur               | Q1                 | Q2                 | Q3                 | Grid |
| ---------------------- | --- | ----------------- | -------------------------- | ------------------ | ------------------ | ------------------ | ---- |
| 1                      | 4   | Lando Norris      | McLaren-Mercedes           | 1:04.672           | 1:04.410           | 1:03.971           | 1    |
| 2                      | 16  | Charles Leclerc   | Ferrari                    | 1:05.197 *1        | 1:04.734           | 1:04.492           | 2    |
| 3                      | 81  | Oscar Piastri     | McLaren-Mercedes           | 1:04.966           | 1:04.556           | 1:04.554           | 3    |
| 4                      | 44  | Lewis Hamilton    | Ferrari                    | 1:05.115           | 1:04.896           | 1:04.582           | 4    |
| 5                      | 63  | George Russell    | Mercedes                   | 1:05.189           | 1:04.860           | 1:04.763           | 5    |
| 6                      | 30  | Liam Lawson       | Racing Bulls-Honda RBPT    | 1:05.017           | 1:05.041           | 1:04.926           | 6    |
| 7                      | 1   | Max Verstappen    | Red Bull Racing-Honda RBPT | 1:05.106           | 1:04.836           | 1:04.929           | 7    |
| 8                      | 5   | Gabriel Bortoleto | Kick Sauber-Ferrari        | 1:05.123           | 1:04.846           | 1:05.132           | 8    |
| 9                      | 12  | Kimi Antonelli    | Mercedes                   | 1:05.178           | 1:05.052           | 1:05.276           | 9    |
| 10                     | 10  | Pierre Gasly      | Alpine-Renault             | 1:05.054           | 1:04.846           | 1:05.649           | 10   |
| 11                     | 14  | Fernando Alonso   | Aston Martin-Mercedes      | 1:05.197 *1        | 1:05.128           |                    | 11   |
| 12                     | 23  | Alexander Albon   | Williams-Mercedes          | 1:05.143           | 1:05.205           |                    | 12   |
| 13                     | 6   | Isack Hadjar      | Racing Bulls-Honda RBPT    | 1:05.063           | 1:05.226           |                    | 13   |
| 14                     | 43  | Franco Colapinto  | Alpine-Renault             | 1:05.278           | 1:05.288           |                    | 14   |
| 15                     | 87  | Oliver Bearman    | Haas-Ferrari               | 1:05.218           | 1:05.312           |                    | 15   |
| 16                     | 18  | Lance Stroll      | Aston Martin-Mercedes      | 1:05.329           |                    |                    | 16   |
| 17                     | 31  | Esteban Ocon      | Haas-Ferrari               | 1:05.364           |                    |                    | 17   |
| 18                     | 22  | Yuki Tsunoda      | Red Bull Racing-Honda RBPT | 1:05.369           |                    |                    | 18   |
| 19                     | 55  | Carlos Sainz jr.  | Williams-Mercedes          | 1:05.582           |                    |                    | 19   |
| 20                     | 27  | Nico Hülkenberg   | Kick Sauber-Ferrari        | 1:05.606           |                    |                    | 20   |
| Q1 107% tijd: 1:09.199 |     |                   |                            |                    |                    |                    |      |
| Bron: formula1.com     |     |                   |                            |                    |                    |                    |      |

*1 Charles Leclerc en Fernando Alonso reden tijdens de eerste kwalificatiesessie exact dezelfde tijd. Leclerc had P12 omdat hij zijn tijd eerder op de klokken zette dan Alonso die P13 haalde tijdens de eerste kwalificatiesessie.

## Wedstrijd
Lando Norris behaalde de zevende Grand Prix-overwinning in zijn carrière.

De wedstrijd zou oorspronkelijk uit 71 wedstrijdrondes bestaan maar doordat er een extra formatieronde moest worden gereden werden er maar 70 rondes gereden.
| Pos.               | Nr. | Coureur           | Constructeur               | Rondes | Tijd / Oorzaak Uitval        | Grid | Punten |
| ------------------ | --- | ----------------- | -------------------------- | ------ | ---------------------------- | ---- | ------ |
| 1                  | 4   | Lando Norris      | McLaren-Mercedes           | 70     | 1:23:47.693                  | 1    | 25     |
| 2                  | 81  | Oscar Piastri     | McLaren-Mercedes           | 70     | +2.695                       | 3    | 18S    |
| 3                  | 16  | Charles Leclerc   | Ferrari                    | 70     | +19.820                      | 2    | 15     |
| 4                  | 44  | Lewis Hamilton    | Ferrari                    | 70     | +29.020                      | 4    | 12     |
| 5                  | 63  | George Russell    | Mercedes                   | 70     | +1:02.396                    | 5    | 10     |
| 6                  | 30  | Liam Lawson       | Racing Bulls-Honda RBPT    | 70     | +1:07.754                    | 6    | 8      |
| 7                  | 14  | Fernando Alonso   | Aston Martin-Mercedes      | 69     | +1 ronde                     | 11   | 6      |
| 8                  | 5   | Gabriel Bortoleto | Kick Sauber-Ferrari        | 69     | +1 ronde                     | 8    | 4      |
| 9                  | 27  | Nico Hülkenberg   | Kick Sauber-Ferrari        | 69     | +1 ronde                     | 20   | 2      |
| 10                 | 31  | Esteban Ocon      | Haas-Ferrari               | 69     | +1 ronde                     | 17   | 1      |
| 11                 | 87  | Oliver Bearman    | Haas-Ferrari               | 69     | +1 ronde                     | 15   |        |
| 12                 | 6   | Isack Hadjar      | Racing Bulls-Honda RBPT    | 69     | +1 ronde                     | 13   |        |
| 13                 | 10  | Pierre Gasly      | Alpine-Renault             | 69     | +1 ronde                     | 10   |        |
| 14                 | 18  | Lance Stroll      | Aston Martin-Mercedes      | 69     | +1 ronde                     | 16   |        |
| 15                 | 43  | Franco Colapinto  | Alpine-Renault             | 69     | +1 ronde *1                  | 14   |        |
| 16                 | 22  | Yuki Tsunoda      | Red Bull Racing-Honda RBPT | 68     | +2 rondes                    | 18   |        |
| DNF                | 23  | Alexander Albon   | Williams-Mercedes          | 15     | Motor                        | 12   |        |
| DNF                | 1   | Max Verstappen    | Red Bull Racing-Honda RBPT | 0      | Botsing                      | 7    |        |
| DNF                | 12  | Kimi Antonelli    | Mercedes                   | 0      | Botsing                      | 9    |        |
| DNS                | 55  | Carlos Sainz jr.  | Williams-Mercedes          | 0      | Versnellingsbak en Remmen *2 | –    |        |
| Bron: formula1.com |     |                   |                            |        |                              |      |        |

S Oscar Piastri reed voor de zesde keer in zijn carrière een snelste ronde.

Franco Colapinto kreeg een tijdstraf van vijf seconden voor het buiten de baan dwingen van Oscar Piastri, dit had geen gevolgen voor de positie in de einduitslag.

*2 Carlos Sainz jr. kwam in eerste instantie niet weg bij de formatieronde (probleem met de versnellingsbak), uiteindelijk kon hij toch de opwarm ronde rijden, maar daarna in de pitstraat vlogen de remmen in brand en daardoor kon Sainz de race niet starten.

## Tussenstanden wereldkampioenschap
Betreft tussenstanden voor het wereldkampioenschap na afloop van de race.

### Coureurs
| Pos. | Nr. | Coureur           | Constructeur               | Punten |
| ---- | --- | ----------------- | -------------------------- | ------ |
| 1    | 81  | Oscar Piastri     | McLaren-Mercedes           | 216    |
| 2    | 4   | Lando Norris      | McLaren-Mercedes           | 201    |
| 3    | 1   | Max Verstappen    | Red Bull Racing-Honda RBPT | 155    |
| 4    | 63  | George Russell    | Mercedes                   | 146    |
| 5    | 16  | Charles Leclerc   | Ferrari                    | 119    |
| 6    | 44  | Lewis Hamilton    | Ferrari                    | 91     |
| 7    | 12  | Kimi Antonelli    | Mercedes                   | 63     |
| 8    | 23  | Alexander Albon   | Williams-Mercedes          | 42     |
| 9    | 31  | Esteban Ocon      | Haas-Ferrari               | 23     |
| 10   | 27  | Nico Hülkenberg   | Kick Sauber-Ferrari        | 22     |
| 11   | 6   | Isack Hadjar      | Racing Bulls-Honda RBPT    | 21     |
| 12   | 18  | Lance Stroll      | Aston Martin-Mercedes      | 14     |
| 13   | 14  | Fernando Alonso   | Aston Martin-Mercedes      | 14     |
| 14   | 55  | Carlos Sainz jr.  | Williams-Mercedes          | 13     |
| 15   | 30  | Liam Lawson       | Racing Bulls-Honda RBPT    | 12     |
| 16   | 10  | Pierre Gasly      | Alpine-Renault             | 11     |
| 17   | 22  | Yuki Tsunoda      | Red Bull Racing-Honda RBPT | 10     |
| 18   | 87  | Oliver Bearman    | Haas-Ferrari               | 6      |
| 19   | 5   | Gabriel Bortoleto | Kick Sauber-Ferrari        | 4      |
| 20   | 43  | Franco Colapinto  | Alpine-Renault             | 0      |
| 21   | 7   | Jack Doohan       | Alpine-Renault             | 0      |

### Constructeurs
| Pos. | Constructeur               | Punten |
| ---- | -------------------------- | ------ |
| 1    | McLaren-Mercedes           | 417    |
| 2    | Ferrari                    | 210    |
| 3    | Mercedes                   | 209    |
| 4    | Red Bull Racing-Honda RBPT | 162    |
| 5    | Williams-Mercedes          | 55     |
| 6    | Racing Bulls-Honda RBPT    | 36     |
| 7    | Haas-Ferrari               | 29     |
| 8    | Aston Martin-Mercedes      | 28     |
| 9    | Kick Sauber-Ferrari        | 26     |
| 10   | Alpine-Renault             | 11     |